# رومان كوبيلوف
رومان كوبيلوف (بالإنجليزية: Roman Kopylov؛ مواليد 4 مايو 1991) هو مُقاتل فنون قتالية مختلطة روسي.

## وصلات خارجية
- رومان كوبيلوف على موقع يو إف سي (الإنجليزية)
- رومان كوبيلوف على موقع شيردوغ (الإنجليزية)
- رومان كوبيلوف على موقع Tapology.com (الإنجليزية)